# عادلشاهيون
سلالة العادلشاهيين هي سلالة مسلمة التي حكمت بيجابور. والسلطنة العادلشاهية هي مملكة من الممالك التي ورثت حكم مملكة الدكن البهمنية.
يمتد التريخ المستقل لبيجابور من سنة 895 - 1097 هـ (1489 - 1686 م) حين فتحت هذه المملكة واستوعبتها إمبراطورية المغول.